# Schwerwasserreaktor
Der Schwerwasserreaktor (Heavy Water Reactor, HWR) ist ein Kernreaktortyp, bei dem schweres Wasser (D2O) als Moderator – und meist auch als Kühlmittel – verwendet wird. Schweres Wasser ist Wasser, das anstatt des gewöhnlichen Wasserstoffs (1H) mit der Massenzahl 1 das schwerere Wasserstoffisotop Deuterium (D oder 2H) mit der Massenzahl 2 enthält.
Prinzipiell ist ein Schwerwasserreaktor sowohl als Druckwasserreaktor als auch als Siedewasserreaktor denkbar, jedoch arbeiten Stand 2022 alle kommerziellen Leistungsreaktoren, welche mit schwerem Wasser operieren, nach dem Druckwasserreaktor-Prinzip. Deswegen wird häufig die Bezeichnung „PHWR“ pars pro toto für Schwerwasserreaktoren verwendet – das P steht hierbei für „pressurized“ also „Druck(wasser)“. Der am weitesten verbreitete Typ Schwerwasserreaktor ist der kanadische CANDU, auf welchem auch der indische IPHWR („Indian Pressurized Heavy Water Reactor“) und dessen Weiterentwicklungen basieren.
Schweres Wasser absorbiert Neutronen weniger stark als gewöhnliches Wasser. Zwar ist der moderierende (Neutronen abbremsende) Effekt von leichtem Wasser etwas besser als der von schwerem Wasser, doch wird dies durch den Neutroneneinfang überkompensiert. Je mehr Neutronen vorhanden sind, desto besser (und schneller) kann die Kernspaltung ablaufen. Daher kann dieser Reaktortyp im Gegensatz zu Leichtwasserreaktoren als Natururanreaktor betrieben werden, so dass keine Urananreicherung nötig ist. Ein Nachteil besteht darin, dass die Gewinnung des schweren Wassers mit Kosten verbunden ist. Außerdem ergeben sich höhere Kosten durch die größeren Abmessungen und den damit verbundenen höheren Materialbedarf solcher Reaktoren.
Der Unterschied in der Neutronenabsorption wird im Gefahrenfall (z. B. einem Kühlungsleck oder bei Versagen des Steuerstabsystems) ausgenutzt: Der Reaktorbehälter wird mit gewöhnlichem Wasser H2O (Leichtwasser) aus den Reservekühlwasserbecken geflutet. Die stärkere Neutronenabsorption des Leichtwassers verringert die Reaktivität, der vorher kritische Reaktor wird unterkritisch, und die Kettenreaktion hört auf. Der Reaktor kann ohne schweres Wasser nicht wieder angefahren werden.
In Schwerwasserreaktoren entsteht aus dem Deuterium des schweren Wassers durch Neutroneneinfang das Wasserstoffisotop Tritium, das wiederum für die Herstellung bestimmter Kernwaffen verwendet werden kann.

## Technische Entwicklung

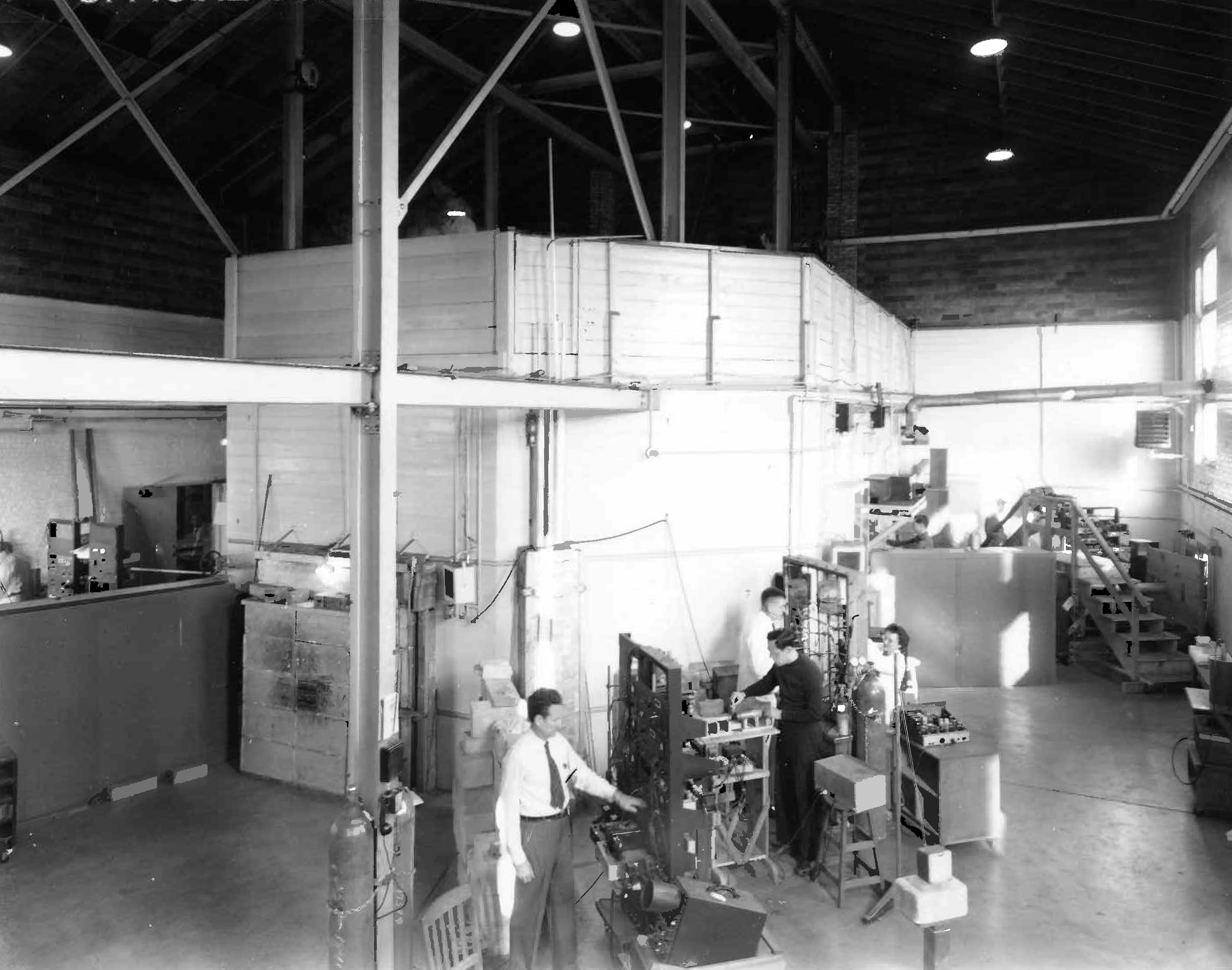
Chicago Pile 3

Am 15. Mai 1944 wurde Chicago Pile 3 im Rahmen des Manhattan-Projekts kritisch und war damit der erste funktionierende Schwerwasserreaktor der Welt. Auch der deutsche Forschungsreaktor Haigerloch – der nie die Kritikalität erreichte – verwendete schweres Wasser als Moderator. Zuvor war es den Amerikanern bereits gelungen, mittels Graphit als Moderator Kritikalität zu erreichen (Chicago Pile 1). Die Deutschen hatten Graphit als Moderator ausgeschlossen, da der Effekt der Kontamination verfügbaren Graphits mit Cadmium und Bor übersehen worden war.
Schwerwasserreaktoren werden vor allem von Ländern mit eigenen Uranvorkommen, die (noch) keine Uran-Anreicherungsanlage besitzen, betrieben. Dieses Problem stellte sich unmittelbar nach dem Zweiten Weltkrieg Kanada, denn obwohl man verbündet war und gerade erst Seite an Seite in Europa und Ostasien Krieg geführt hatte, weigerten sich die USA, die Technologie zur Urananreicherung zu teilen. Da es auch nicht möglich erschien, angereichertes Uran von den USA zu kaufen, und das relativ bevölkerungsarme Kanada auch nicht in der Lage war, die entsprechende Technologie selbst zu entwickeln, entschied man sich zur Entwicklung eines Reaktors, der mit Natururan betrieben werden kann. Dass dabei große Mengen schweren Wassers benötigt würden, nahm man in Kauf. Das Endprodukt dieser Entwicklung war der CANDU-Reaktor (Druckröhrenreaktor – der Name steht für „Canada, Deuterium (Natur)-Uran“) welcher sich als am weitesten verbreiteter Schwerwasserreaktor durchgesetzt hat. Als wirtschaftlich unvorteilhaft erwies sich der Siedeschwerwasserreaktor; diese Entwicklungslinie hat sich nicht durchgesetzt. Die Druckröhren kamen beim CANDU zum Einsatz, da das sonst bei Druckwasserreaktoren erforderliche große Druckgefäß außerhalb der Kapazität der kanadischen Schwerindustrie lag, kleinere Druckröhren jedoch leichter herstellbar sind.
Galt der Schwerwasserreaktor aufgrund seines Einsatzes von Natururan (und damit dem Verzicht auf Urananreicherung) als proliferationsresistent, so musste diese Ansicht revidiert werden, nachdem es Indien 1974 gelang, mit Plutonium aus einem Schwerwasser-Forschungsreaktor („CIRUS“, geliefert von den USA und Kanada), eine Atombombe zu bauen und im Zuge von Operation Smiling Buddha erfolgreich zu testen. Da Indien damit quasi „über Nacht“ für westliche Nationen nicht mehr als Exportland für Kerntechnik in Frage kam, und da Kanadas Verkaufsposition schwieriger wurde, da die USA im Zuge von Atoms for Peace bereitwillig schwach angereichertes Uran für Leichtwasserreaktoren lieferten, kam der Export des CANDU-Designs fast gänzlich zum Erliegen. Indien hingegen entwickelte (notgedrungen) die Schwerwasserreaktor-Technologie weiter und gehört inzwischen zu den weltweit führenden Ländern auf diesem Gebiet. Da Indien kaum eigene Uranvorkommen aber erhebliche Mengen an Thoriumvorkommen besitzt, besteht seit den späten 1950er Jahren ein mittel- bis langfristiger Plan, Brutreaktoren auf Uran-Thorium-Basis mit der Schwerwasser-Technologie zu realisieren.
Von den über 400 Kernreaktoren weltweit sind nur 49 mit schwerem Wasser moderiert. In Indien gibt es zahlreiche Druckschwerwasserreaktoren. Bei den Plänen zur Entwicklung von sogenannten Reaktoren der vierten Generation ist schweres Wasser als Moderator nicht mehr vorgesehen.

## Vor- und Nachteile
Der größte Vorteil ist ohne Zweifel die Möglichkeit, auf Urananreicherung verzichten zu können. Dieser Vorteil wird allerdings durch die Notwendigkeit, große Mengen schweres Wasser zu verwenden „teuer erkauft“. Im Gegensatz zu anderen Bauteilen und Rohstoffen nutzt sich das schwere Wasser fast nicht ab und könnte prinzipiell nach Abbau des Kraftwerks „recycelt“ werden.
Schwerwasserreaktoren können mit einer größeren Vielfalt an Brennstoffen betrieben werden als Leichtwasserreaktoren. Sowohl der Einsatz von MOX-Brennelementen als auch die Verwendung niedrig oder gar nicht angereicherten Urans ist möglich. Auch das aus Wiederaufarbeitung gewonnene Uran (aus abgebrannten LWR-Brennstäben werden Spaltprodukte, Plutonium und minore Actinoide abgetrennt, wobei über 90 % der Masse als Uran übrig bleibt) kann als Brennstoff verwendet werden, da es immer noch mehr Uran-235 enthält als natürliches Uran. Es gibt sogar Bestrebungen, komplett unbearbeitete (lediglich gegebenenfalls mechanisch umgeformte) abgebrannte Brennelemente aus LWR in einem CANDU als Brennstoff zu verwenden.
Aus den oben genannten Punkten ergibt sich, dass ein weitaus größerer Anteil des Urans zur Gewinnung von Energie genutzt werden kann und Abfälle wie abgereichertes Uran nicht anfallen. Dieser Vorteil hat sich jedoch stark relativiert, seitdem in den 1970er Jahren größere Mengen Uranvorkommen gefunden wurden und im Zuge der anti-Atomkraft-Bewegung der Ausbau der Kernenergienutzung spätestens nach 1986 zum Erliegen kam und auf jeden Fall weit hinter den optimistischen Prognosen aus der Zeit, in der der CANDU entwickelt wurde, zurückblieb. Aus ähnlichen Gründen haben sich auch der Thorium-Brennstoffkreislauf und Projekte wie der schnelle Brüter nicht durchsetzen können, da das Szenario einer drohenden Knappheit von Uran bisher nicht eingetroffen ist. Obwohl beinahe zwangsläufig eine Verringerung des (Uran-)Inputs auf der einen Seite, mit einer Verringerung des „Atommüll“-Outputs (jedenfalls der besonders gefährlichen Transuranabfälle und des Urans) einher geht, hat dies bisher nicht zu einer Renaissance entsprechender Technologie geführt, da die kommerziellen Betreiber der Kernkraftwerke keinen finanziellen Anreiz haben, Abfälle zu verringern.
Die lange Zeit angenommene „Proliferationssicherheit“ kann spätestens mit der „indischen Atombombe“ als empirisch widerlegt angesehen werden, jedoch ist der HWR weder besonders gut noch besonders schlecht zur Erzeugung waffenfähigen Plutoniums geeignet, wenn man ihn mit anderen Reaktortypen vergleicht. Da keine Anreicherung von Uran notwendig ist, um einen HWR zu betreiben, bietet ein Kraftwerkspark ausschließlich aus HWR einen gewissen Schutz gegen die Entwicklung einer Uran-Bombe, jedoch gilt die Plutonium-Bombe ohnehin als einfacher und war auch der Weg, den das Vereinigte Königreich, Indien, Israel, Frankreich und Nordkorea zur Atombombe beschritten haben. Lediglich Pakistan und China haben ihre erste Atombombe aus Uran gebaut, wohingegen die USA und die Sowjetunion von Anfang an sowohl Uran als auch Plutonium als Wege zur Bombe verfolgten.
Hinsichtlich der Sicherheit verhalten sich HWR relativ ähnlich wie LWR. Durch das Vorhandensein von Wasser kann es im Störfall zur Bildung von Knallgas kommen. Allerdings ist ein Graphitbrand, wie er bei graphitmoderierten Reaktoren denkbar ist, nicht möglich, da kein Graphit zum Einsatz kommt. Der CANDU hat in seinen älteren Ausführungen zwar einen positiven Dampfblasenkoeffizienten, was eine negativ zu bewertende positive Rückkopplung auslösen kann, jedoch bestehen hinreichend große negative Rückkopplungen, die diesen Effekt wieder ausgleichen. Nichtsdestotrotz ist der „Advanced CANDU Reactor“ (die bisher nicht gebaute neueste Generation des CANDU) auf einen negativen Dampfblasenkoeffizienten hin umdesignt worden, jedoch um den Preis, dass er nicht mehr mit Natururan betrieben werden kann.
Durch Neutroneneinfang des schweren Wassers entsteht unweigerlich eine geringe Menge Tritium, welches ein radioaktives Isotop des Wasserstoffs ist. Zwar entsteht Tritium bei jeglicher Kernspaltung in geringen Mengen als Spaltprodukt, doch kann dessen Produktion direkt im Kühlmittel problematisch hinsichtlich der Möglichkeit, dass selbiges in die Atmosphäre entweicht, sein. Tritium entsteht auch „natürlicherweise“ durch kosmische Strahlung und abgesehen von sehr altem „fossilem“ Wasser enthält alles Wasser auf der Erde und auch die Luft geringe Mengen Tritium. In einigen HWR wird das Tritium regelmäßig vom Kühlwasser abgetrennt und gewinnbringend verkauft. Bei Tritium handelt es sich um ein Dual-Use-Gut, welches sowohl in Kernwaffen als auch in der Forschung und in kommerziellen Anwendungen benötigt wird. Die entweichende Radioaktivität wird ständig überwacht und ist um Größenordnungen geringer als die natürliche Hintergrundstrahlung. Der Verlust an schweren Wasser durch diesen Prozess ist auch über die Dauer des Betriebs vernachlässigbar, man kann das Defizit allerdings problemlos ausgleichen, indem man geringe Mengen normalen Wassers „nachfüllt“, da dieses schneller in schweres Wasser umgewandelt wird, als schweres Wasser durch Produktion von Tritium vernichtet wird. Der dadurch entstehende Verlust an Neutronen ist vernachlässigbar. Das Zerfallsprodukt (Halbwertszeit 12,32 Jahre) von Tritium, Helium-3, ist ein stabiles Isotop des Edelgases, dessen Preis so hoch ist, dass sogar der Abbau dieser Substanz auf dem Mond zum Verbrauch auf der Erde ernsthaft in Betracht gezogen wird.
Ein Vorteil des schweren Wassers als Moderator ist, dass das Hinzufügen von leichtem Wasser (zum Beispiel zur Kühlung oder zum Löschen eines Brandes) die Reaktivität verringert. Dies ist vor allem dann von Vorteil, wenn eine (ausreichende Moderation vorausgesetzt) kritische Masse Brennstoff im Reaktorkern verbleibt und die Gefahr besteht, dass ein Hinzufügen eines Moderators die Kritikalität wieder herstellt. Bei einem Schwerwasserreaktor kann im Störfall ohne größere Bedenken hinsichtlich der Kritikalität Wasser zur Notkühlung oder Löschung verwendet werden.

## Schwerwasserreaktoren in Deutschland
Die einzigen beiden zur Stromerzeugung eingesetzten Schwerwasserreaktoren in Deutschland waren
- der Mehrzweckforschungsreaktor Karlsruhe (52 MW netto, 57 MW brutto), der von 1966 bis 1984 in Betrieb war und
- das Kernkraftwerk Niederaichbach (100 MW netto, 106 MW brutto), das von 1973 bis 1974 in Betrieb war.

## Belege
1. ↑  Pallava Bagla: India's Homegrown Thorium Reactor. In: Science. 2005, Band 309, Nummer 5738, S. 1174–1175 doi:10.1126/science.309.5738.1174.
2. ↑  Hal Hodson: India's thorium-based nuclear dream inches closer | New Scientist. In: newscientist.com. 7. November 2012, abgerufen am 2. März 2024 (englisch).
3. ↑  Why India wants to turn its beaches into nuclear fuel. In: bbc.com. 18. Oktober 2018, abgerufen am 4. Februar 2024 (englisch).
4. ↑  International Atomic Energy Agency: Operational & Long-Term Shutdown Reactors. 3. August 2014, abgerufen am 4. August 2014 (englisch).
5. ↑  Statistik der IAEO, abgerufen am 22. Dezember 2013 (englisch).